# 宜山路駅
宜山路駅（ぎざんろ-えき）は、中華人民共和国上海市徐匯区にある、上海軌道交通（地下鉄）の駅。
3号線、4号線、9号線の3路線が乗り入れる。

## 歴史
- 2000年12月26日 - 3号線の駅が開業。
- 2005年12月31日 - 4号線の駅が開業。
- 2007年12月29日 - 9号線第1期工事区間が開通するも桂林路駅-宜山路駅間の完成が間に合わなかったため、桂林路駅-宜山路駅連絡シャトルバスの運行を開始する。
- 2008年12月28日 - 9号線桂林路駅-宜山路駅間開通に伴い、9号線の駅が開業[1][2]。同時に連絡シャトルバスを廃止。
- 2010年12月28日 - 4号線から他線への乗換通路が使用開始になる。

## 駅構造
3号線は凱旋路に沿って駅舎が位置する高架駅。1階がコンコース階、2階がホーム階である。プラットホームは相対式2面2線を有しており、可動式ホーム柵を完備している。
4号線と9号線は地下駅。4号線の地下駅舎は凱旋路の地下にあり、地下1階がコンコース階、地下2階が改札階である。9号線の地下駅舎は宜山路の地下にあり、地下3階がコンコース階、地下4階がホーム階である。プラットホームは4号線・9号線共に島式1面2線を有しており、フルハイトタイプのホームドアを完備している。
なお、3号線のホームは高架で9号線のホームは地下であり、かつ少し離れているが、乗り換え通路が設置されている。しかし、4号線のホームは地下とはいえ3号線のホームに隣接しているにもかかわらず、しばらくの間他線への連絡通路が設置されていなかった。そのため4号線から他線に乗り継ぎする場合は上海公共交通カード使用者を除き別途運賃が必要であった。2010年12月28日に連絡通路が完成し、すべての路線の間で乗り換えができるようになった。

### のりば
※全ての路線において案内上ののりば番号は設定されていない。
| 番線                   | 路線  | 行先                               | 備考 |
| ---------------------- | ----- | ---------------------------------- | ---- |
| 3号線ホーム（2階）     |       |                                    |      |
| 南方面                 | 3号線 | 龍漕路・上海南站方面               |      |
| 北方面                 | 3号線 | 中山公園・上海火車站・江楊北路方面 |      |
| 4号線ホーム（地下2階） |       |                                    |      |
| 外回り                 | 4号線 | 上海体育館・大木橋路・西蔵南路方面 |      |
| 内回り                 | 4号線 | 虹橋路・中山公園・上海火車站方面   |      |
| 9号線ホーム（地下4階） |       |                                    |      |
| 西方面                 | 9号線 | 七宝・松江大学城・松江南方面       |      |
| 東方面                 | 9号線 | 徐家匯・世紀大道・曹路方面         |      |

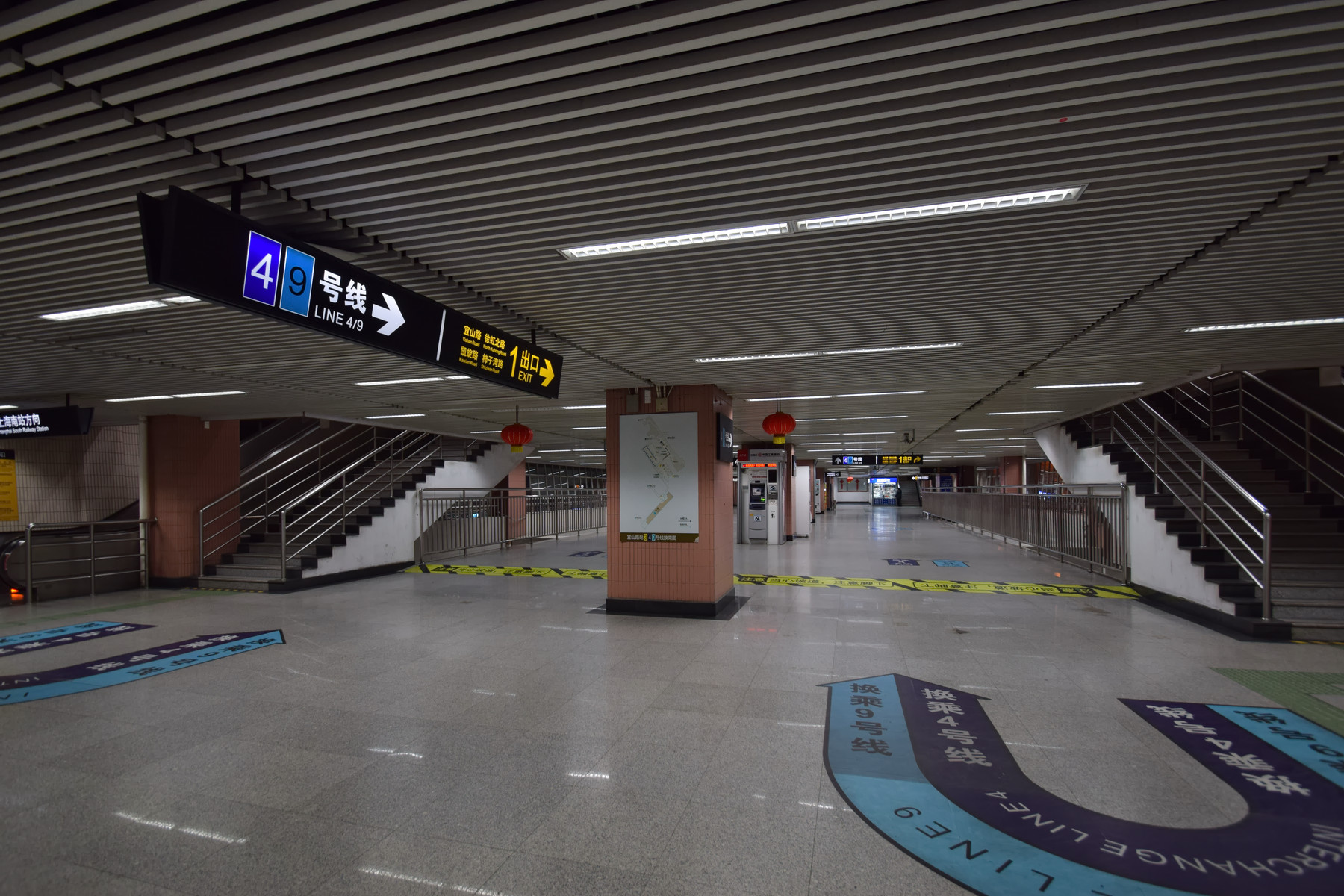
3号線コンコース
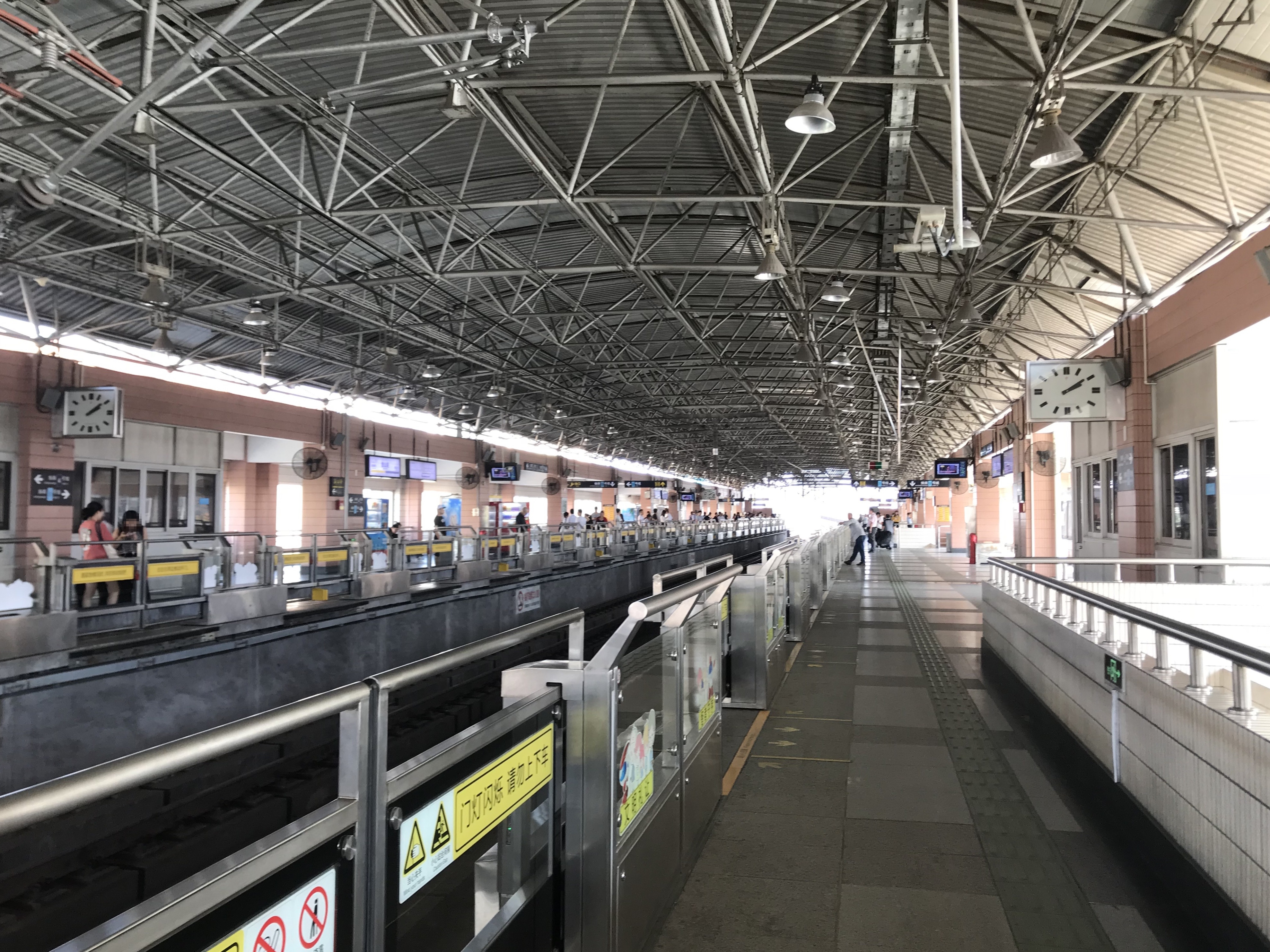
3号線ホーム
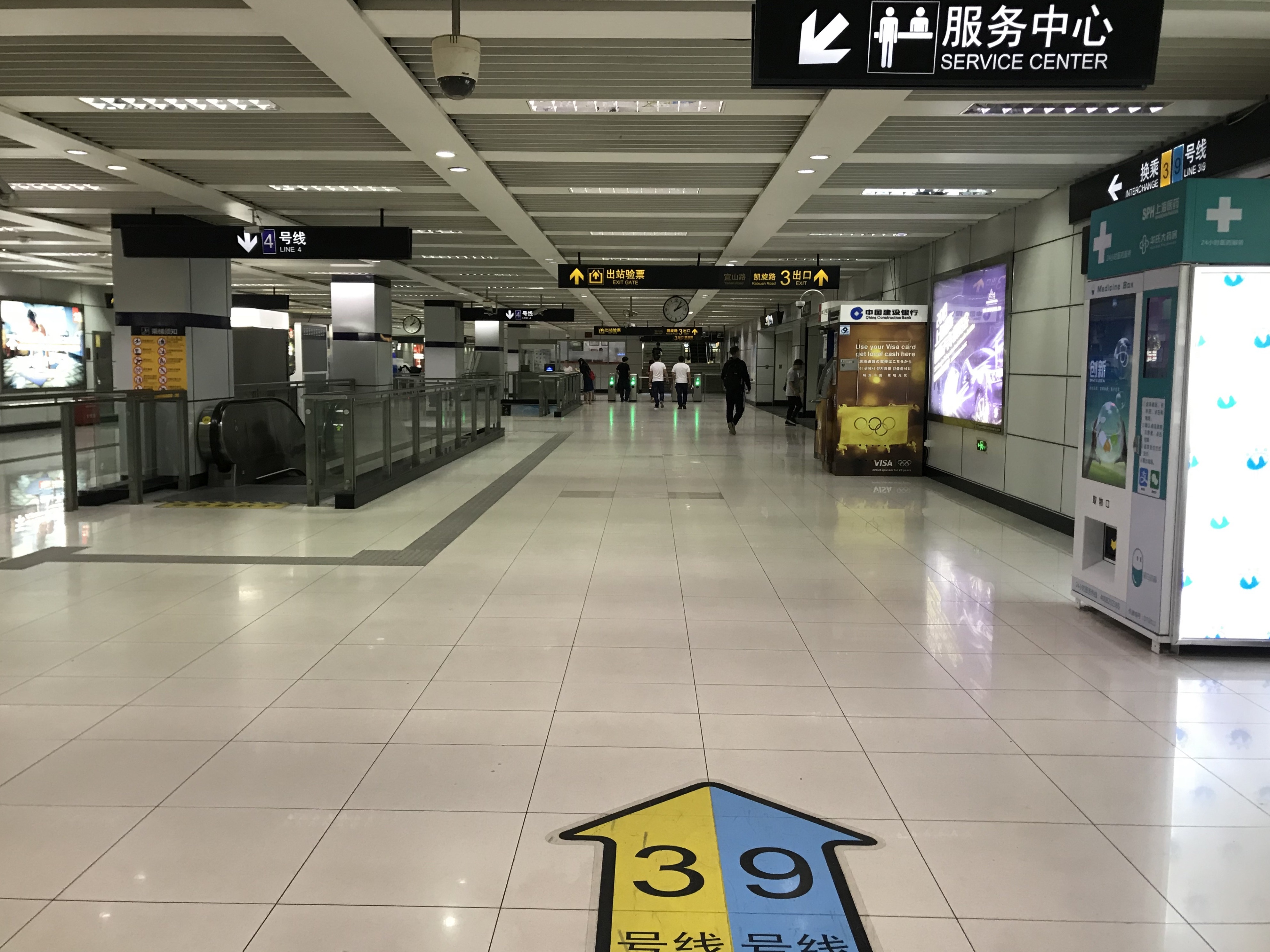
4号線コンコース
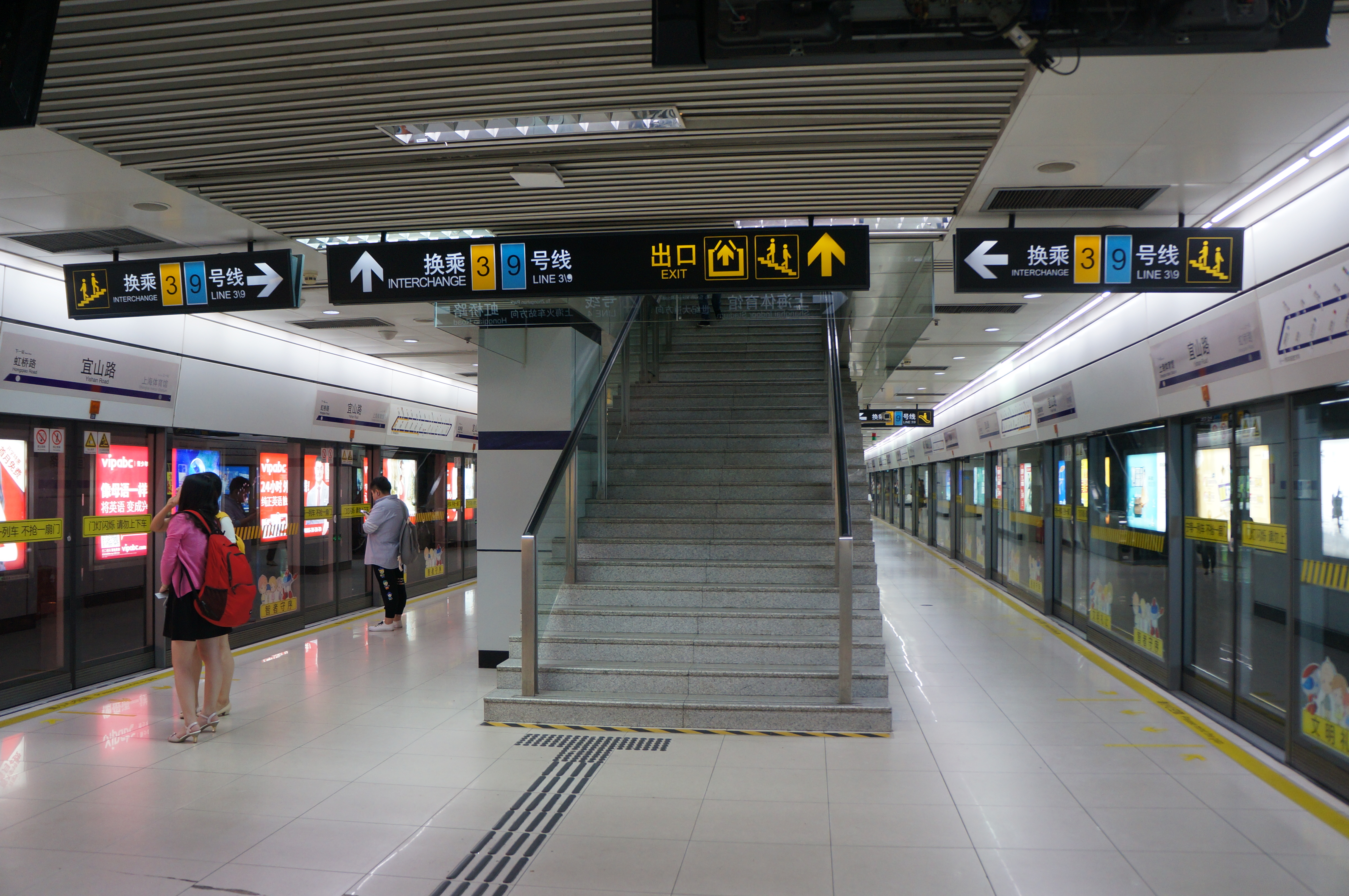
4号線ホーム
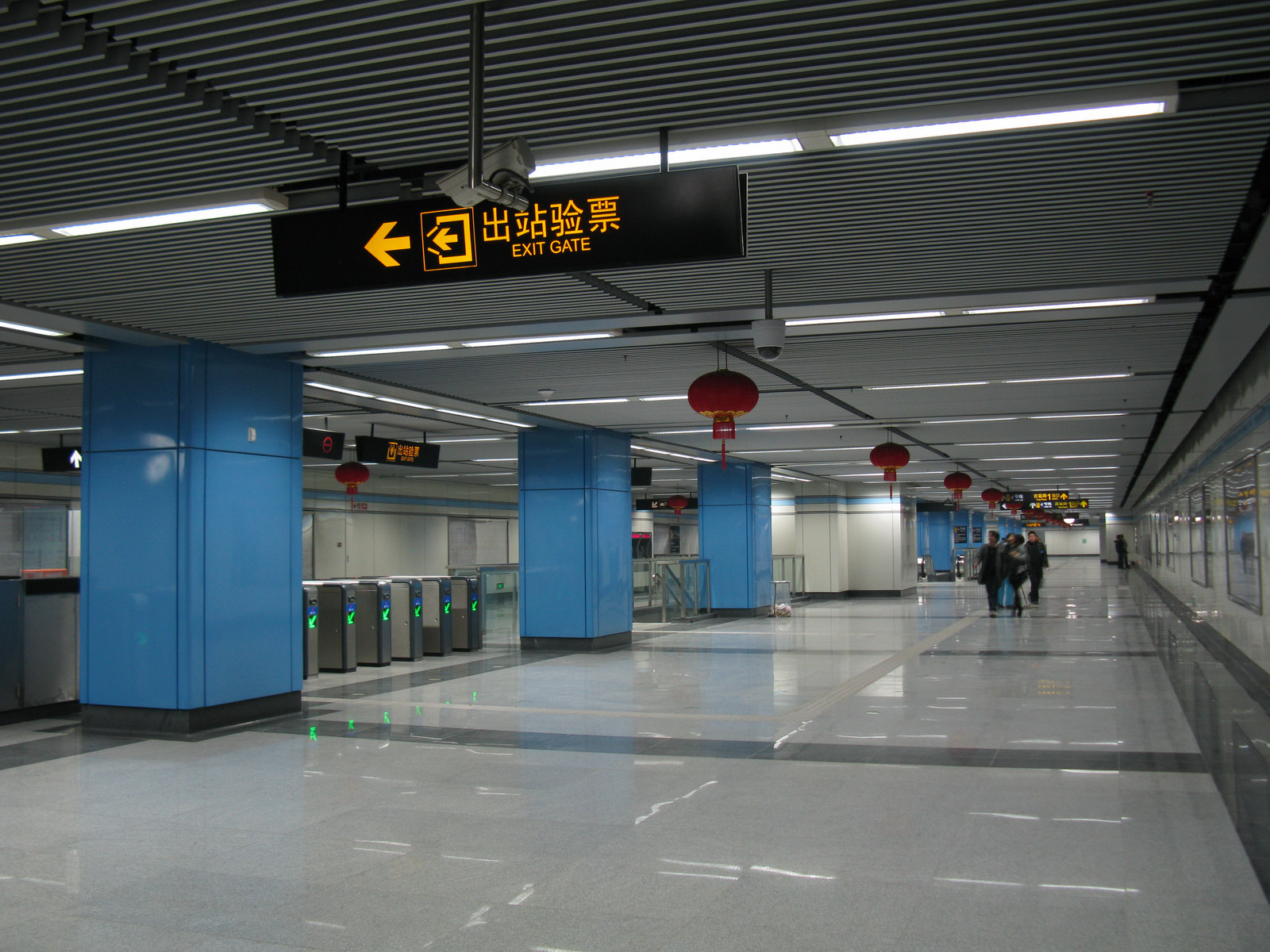
9号線コンコース
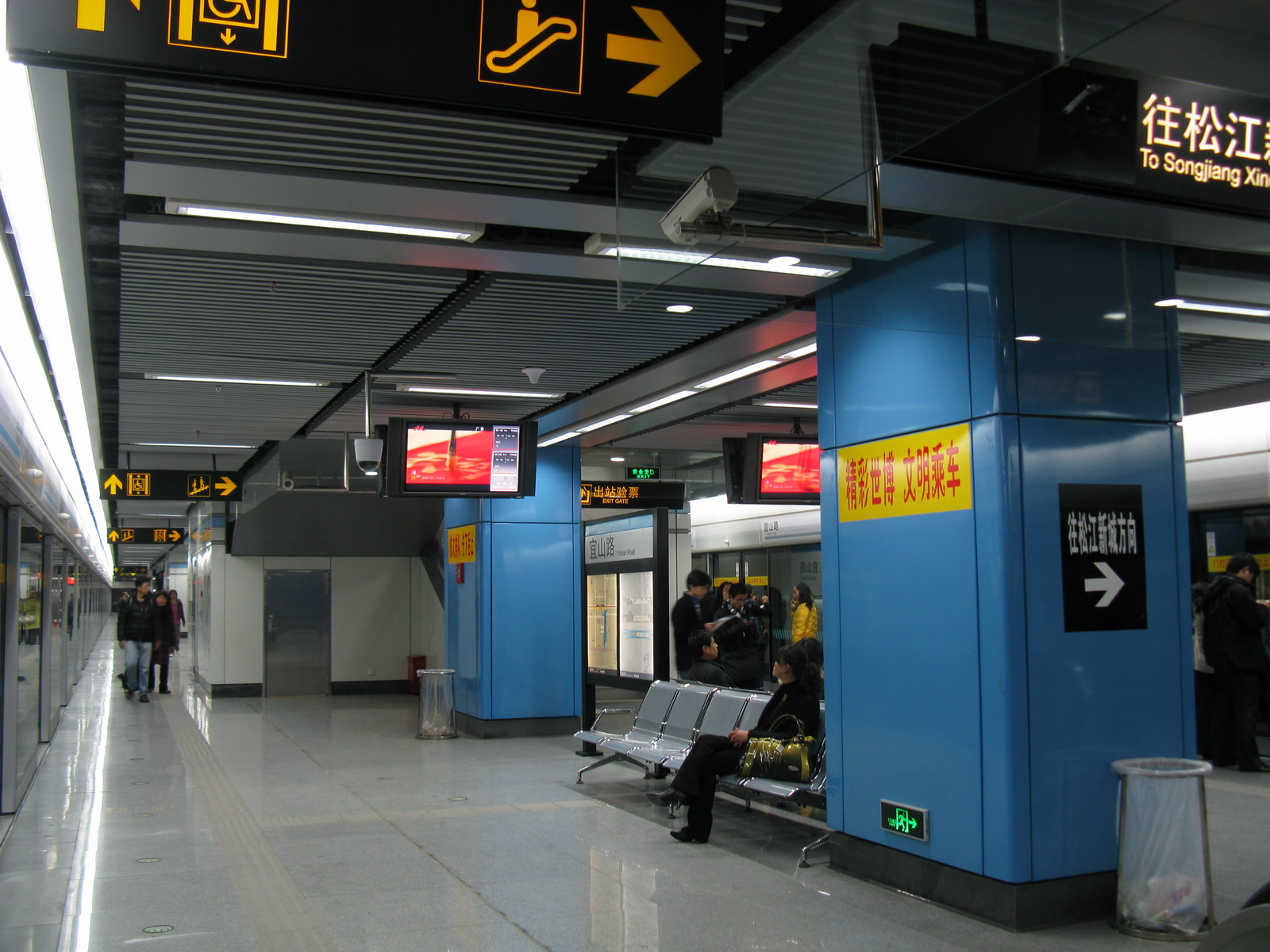
9号線ホーム

## 駅周辺
- 光啓城時尚購物中心
  - カルフール
  - ユニクロ
  - H&M
- 七建大廈
- 興力達装装城
- 尚光徐匯中心
- 上海市群众技術館

## 路線バス

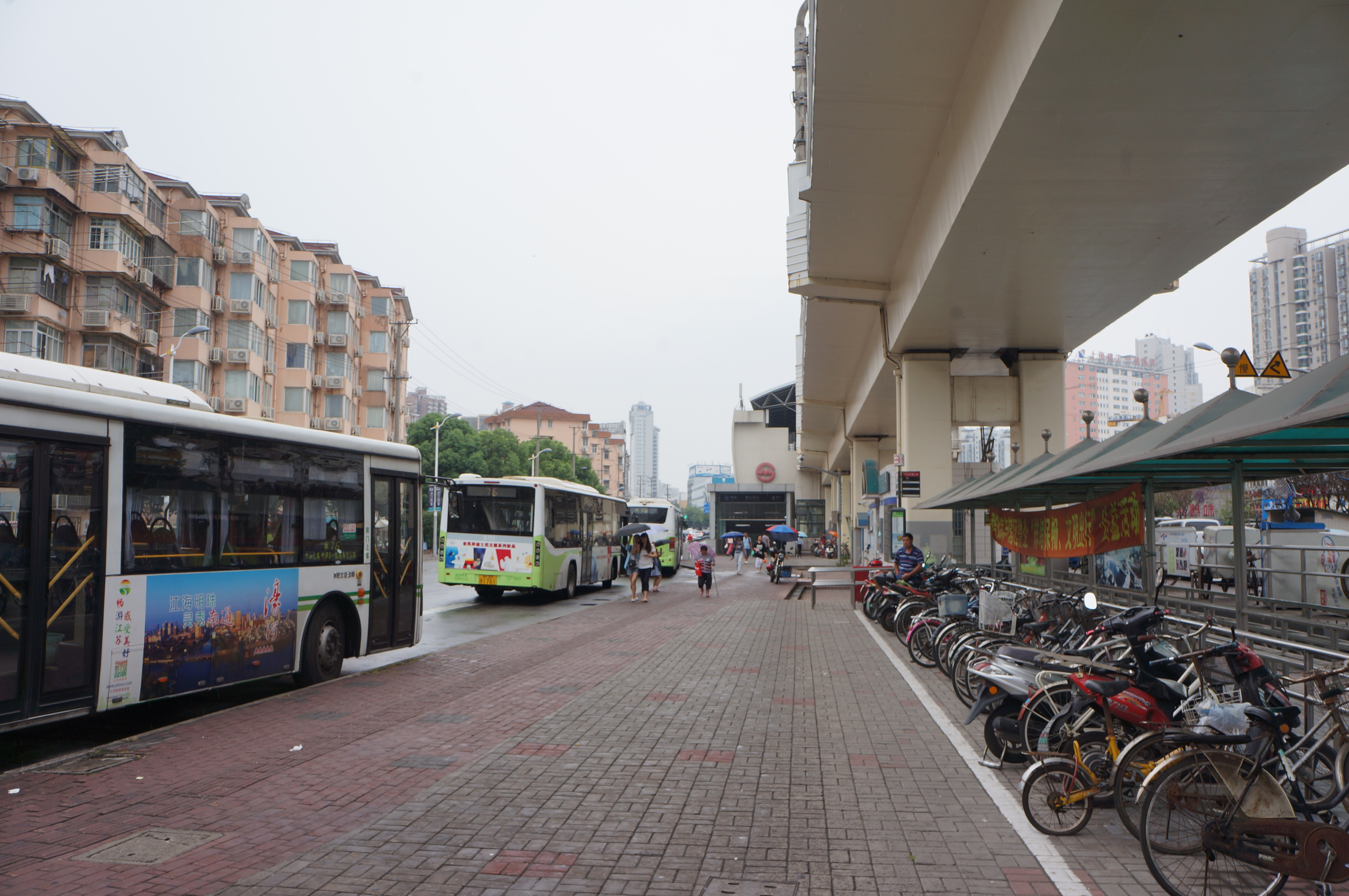
バス乗り場

73、76、87、89、93、122、138、205、171、224、236、251、252、303、712、721、732、808、830、857、909、924、927、931、938

## 隣の駅
上海軌道交通
 3号線
漕渓路駅 - 宜山路駅 - 虹橋路駅
 4号線
上海体育館駅 - 宜山路駅 - 虹橋路駅
 9号線
桂林路駅 - 宜山路駅 - 徐家匯駅